# Fornalutx
Fornalutx là một đô thị trên đảo Mallorca, thuộc quần đảo Baleares, Tây Ban Nha.

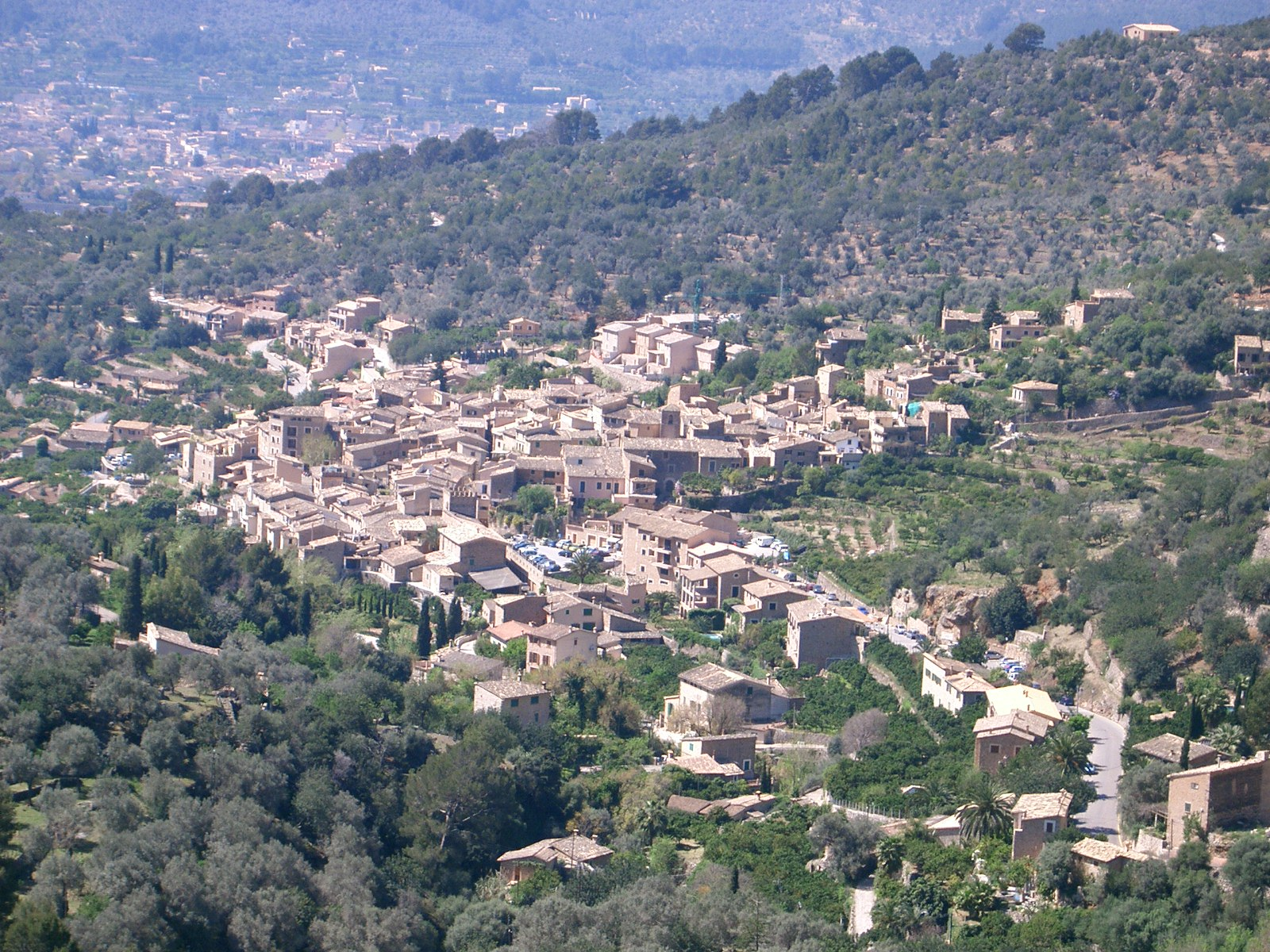

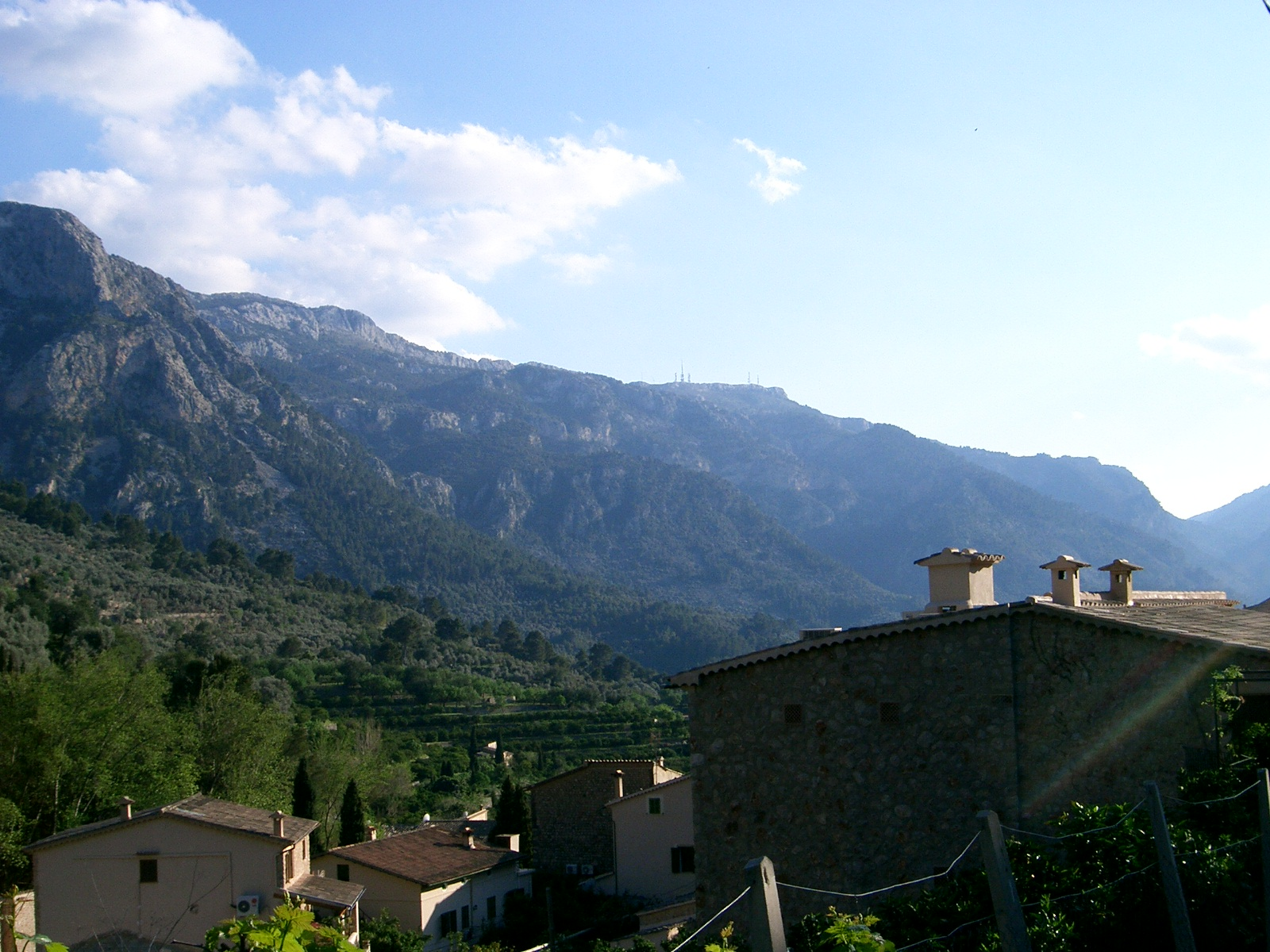
Dãy núi Alfabia

39°47′B 2°44′Đ / 39,783°B 2,733°Đ